# Grammia dione
Grammia dione là một loài bướm đêm thuộc phân họ Arctiinae, họ Erebidae.